# Kristaps Valters
Kristaps Valters (Riga, 18. rujna 1981.) je latvijski košarkaš i latvijski reprezentativac. Igra na mjestu beka šutera. Visine je 188 cm. Igra za njemački Artland Dragons. Prije je igrao za Joventut iz Badalone.
Sin je legendarnog latvijskog košarkaša Valdisa Valtersa i mlađi brat latvijskog košarkaškog reprezentativca Sandisa Valtersa

## Vanjske poveznice
- Eurobasket  Arhivirana inačica izvorne stranice od 16. srpnja 2010. (Wayback Machine)